# Blue chip

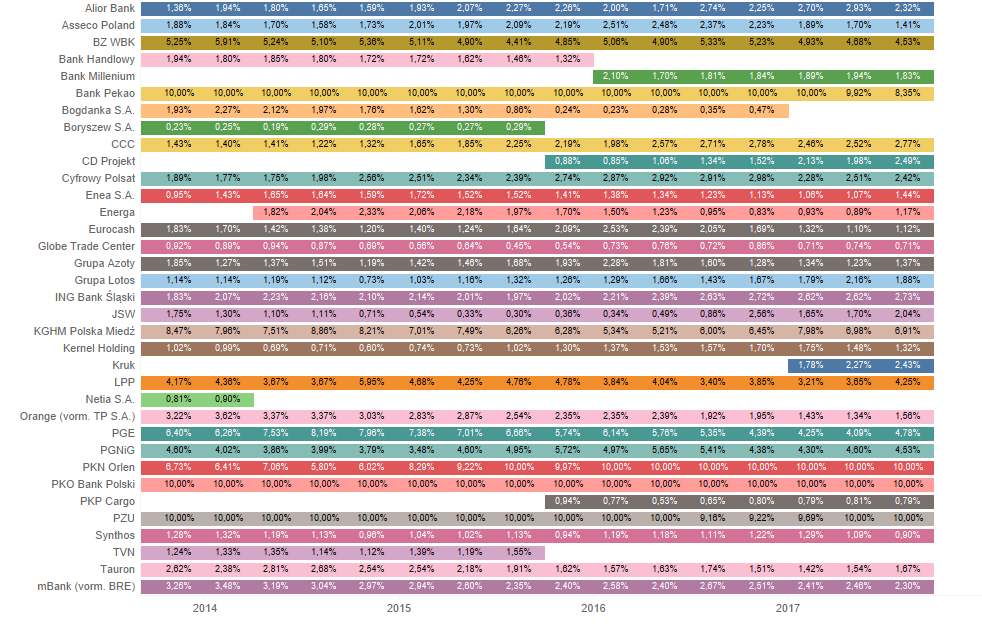
Danh sách 30 cổ phiếu đứng đầu bảng xếp hạng (WIG30)

Blue chip là cổ phiếu của một công ty có độ uy tín cao, tình hình tài chính vững chắc và giá trị vốn hóa thị trường lớn. Đây là cổ phiếu của của một công ty cổ phần có danh tiếng toàn quốc về chất lượng, độ tin cậy và khả năng hoạt động có lãi trong cả thời điểm thuận lợi và khó khăn. Từ Blue-chip (thẻ nhựa xanh) bắt nguồn từ loại thẻ đổi tiền khi chơi bài poker tại các sòng bạc, trong đó Chip là loại thẻ nhựa đổi tiền khi đánh bạc, theo thông lệ, chip màu xanh (blue) có giá trị quy đổi cao nhất. Khái niệm Blue-chip (cổ phiếu xanh) này sau đó đã được ứng dụng vào thị trường chứng khoán để phân loại cổ phiếu của công ty lớn có thu nhập ổn định, cổ tức thấp và độ rủi ro thấp.

## Tại Hoa Kỳ
Tại Hoa Kỳ, cổ phiếu xanh blue chip theo truyền thống được sử dụng cho các giá trị cao hơn, chẳng hạn như "blue chip" được sử dụng trong danh từ và tính từ giác quan lần lượt được chứng thực từ năm 1873 và 1894, ý nghĩa này được xác lập lần đầu tiên được mở rộng theo nghĩa của một cổ phiếu blue-chip vào những năm 1920. Theo Dow Jones thì trong văn hóa đại chúng, phần mở rộng ý nghĩa này được Oliver Gingold (một nhân viên đầu tiên của công ty sau này trở thành Dow Jones) đưa ra vào khoảng những năm 1920, khi Gingold đang làm việc tại một công ty môi giới mà sau này trở thành Merrill Lynch. Chỉ số phổ biến nhất theo sau blue chip ở Mỹ là Chỉ số trung bình công nghiệp Dow Jones (Dow Jones Industrial Average), mức trung bình tính theo giá của 30 cổ phiếu blue-chip thường dẫn đầu trong ngành. Tất cả các công ty trong Dow Jones Industrial Average đều là blue-chip, nhưng Dow Jones Industrial Average là một chỉ số không bao gồm tất cả các công ty là blue-chip. Tuy nhiên, nó đã là một chỉ báo được theo dõi rộng rãi của thị trường chứng khoán kể từ ngày 1 tháng 10 năm 1928.